# 川本和久
川本 和久（かわもと かずひさ、1957年12月5日 - 2022年5月11日）は、日本の陸上競技指導者。福島大学人文社会学群人間発達文化学類教授。福島大学陸上競技部監督。東邦銀行陸上競技部監督。日本陸上競技連盟女子短距離部長。
これまで教え子たちが樹立した日本記録は、リレーなども含めて51回。日本選手権は65勝。オリンピック・世界選手権などの日本代表は26名。日本インカレでは2連勝。雉子波秀子（現二瓶）、池田久美子（現井村）、丹野麻美（現千葉）、吉田真希子、久保倉里美が日本記録を更新している。

## 来歴
1957年佐賀県伊万里市生まれ。1970年伊万里市立山代西小学校卒業。1973年伊万里市立山代中学校卒業。1976年佐賀県立伊万里高等学校卒業。1980年筑波大学体育専門学群卒業。1982年筑波大学大学院修士課程体育研究科コーチ学専攻修了、体育学修士。2009年福島県立医科大学大学院医学研究科博士課程修了、博士（医学）。
1984年、26歳で福島大学教育学部助手。その後、同大学の助教授を経て教授に就任。
1991年、文部省在外研究員として、カナダのヨーク大学、アメリカのヒューストン大学に留学。ヨーク大学では、カナダに移住していたポーランド人コーチ、ゲラルド・マックに出会い、日本で広く流布していた「マック式」の腿上げ走法「腿を上げて膝を伸ばす」が誤りで、「脚を早く引き上げて強く蹴る」が正しいことを知った。さらにリロイ・バレル、カール・ルイスを輩出したヒューストン大学では、トム・テレツのもとで学んだ。
2001年、エドモントン世界選手権日本選手団女子短距離コーチに就任。2002年、福島県体育協会優秀指導者賞を受賞。2003年、パリ世界選手権日本選手団コーチに就任。
ほかに、彩の国まごころ国体秋季大会福島県選手団陸上競技男子監督、福島県エアロビック連盟顧問、福島県体育協会スポーツ医・科学委員、福島陸上競技協会普及部長、福島県スポーツ振興審議会委員、東北学生陸上競技連盟評議員、東北学生陸上競技連盟強化委員会副委員長、福島陸上競技協会理事、新世紀・みやぎ国体福島県選手団陸上競技監督などの要職を歴任している。
2011年3月に福島第一原子力発電所事故が起きた際には、すぐに福島大の現役・OB・OGたちを沖縄へ合宿に出発させ、自身はグラウンドの除染を行った。
2020年春に膵臓がんの診断を受けて闘病を続けていたが、2022年5月11日に膵臓がんで死去したことが福島大学より発表された。64歳没。死没日付をもって正四位に叙され、瑞宝中綬章を追贈された。

## エピソード
- 実父の川本明は1994年4月から2期8年にかけて伊万里市長を務めていた[8]。
- 野球解説者・田尾安志夫人の歌手・MADAM REY（マダムレイ）は、高校の陸上部の2年後輩で、川本が3年生の時にMADAM REYは1年生だった。

## 主なメディア出演
- 超・人（BS-i、2006年8月27日放送）
- 情熱大陸（毎日放送、2007年5月11日放送）

## 著作
- 『どの子ものびる運動神経 小学生編』（川本和久･白石豊･吉田貴史共著、かもがわ出版、2003/8、ISBN 978-4876997664）
- 『2時間で足が速くなる!　日本記録を量産する新走法 ポン・ピュン・ランの秘密』（ダイヤモンド社、2008/2、ISBN 978-4478004241）
- 『福島大学陸上部の「速い走り」が身につく本　あらゆるスポーツに応用できる「川本理論」のすべて』（マキノ出版、2008/4、ISBN 978-4837670889）
- 『【キラキラ輝くハッピー子育て塾】 子どもの足が2時間で速くなる! 魔法のポン・ピュン・ラン♪』（ダイヤモンド社、2009/9、ISBN 978-4478009505）
- 『足が速くなる「ポンピュン走法」DVDブック』（マキノ出版、2010/4、ISBN 978-4837671282）
- 『ランニングの技術　VOL.1「スプリントの理論と実戦分析」』（川本和久(監修)、ソーケン･ネットワーク、DVD）
- 『ランニングの技術　VOL.2「スプリントの技術とドリル」』（川本和久(監修)、ソーケン･ネットワーク、DVD）
- 『ランニングの技術　VOL.3「スプリントのトレーニング計画」』（川本和久(監修)、ソーケン･ネットワーク、DVD）
- 『長距離走　VOL.5「ランニングの技術　～バイオメカニクス的見地から～」 』（川本和久(監修)、ソーケン･ネットワーク、DVD）
- 『'99 Jr.コーチングクリニック』（川本和久（短距離実技コーチング）、ソーケン･ネットワーク、日本選手トップレベルの最新技術とその指導者の観察ポイント、ビデオ）